# Зелен анолис
Зелен анолис (Anolis carolinensis) е малък дървесен гущер от семейство Polychrotidae, разпространен в югоизточната част на САЩ и някои от антилските острови. Поради способността си да променя цвета на тялото, често видът е наричан Американски хамелеон, макар да няма пряка родствена връзка със същинските хамелеони. Видът е незастрашен от изчезване.

## Разпространение
Видът е естествен обитател на Северна Америка, основно в югоизточната част на континента. Най-разпространен е по атлантическото крайбрежие в щатите Северна Каролина, Южна Каролина, Флорида, Джорджия и крайбрежието на Мексиканския залив в Тексас. Видът е интродуциран в Хаваи и островите Огасавара в Тихи океан

## Поведение
Зеленият анолис е териториално животно. Наблюдавани са случаи, в които мъжки се бие с образа си в огледало. Стресът при тях може да бъде усетен по постоянния кафяв оттенък, черен полукръг зад окото и хроничната летаргия. Когато са в опасност, е възможно да откъснат опашката си и да избягат. Това обаче не причинява болка на гущера. Опашката израства отново по-късно.
Зелените анолеси нямат зъби. Поради това те не могат и да хапят. Въпреки това като се защитават отварят уста и стискат с венци. Това обаче не може да причини нараняване на кожата. Гущерите от този вид са изключително любопитни същества.

## Подвидове
- Anolis carolinensis carolinensis
- Anolis carolinensis seminolus

## Описание
Възрастните мъжки обикновено са с дължина 12,5 – 20,3 см, от която около 60 – 70% е на опашката, а тази на тялото е до 7,5 см. Теглото е около 3 – 7 грама.

### Оцветяване
Типичната окраска на зеленото аноле варира от най-ярко зелен цвят до тъмно кафяв. Това се дължи на три слоя пигментни клетки или хроматофори: на ксантофорите се дължи жълтата пигментация, на цианофорите – синята, а на меланофорите – кафява и черни пигментация.
Има изключения, които се дължат на генна мутация. В индивидите липсва един от пигментните гени. Така при тях липсват ксантофорите и екземплярите са оцветени в синьо. Тези екземпляри напоследък се превръщат в хит в търговията на гущера като домашен любимец. В естествени природни условия тази мутация се проявява при 1 от всеки 20 000 индивиди. При друга мутация липсват цианофори. Тези идивиди рядко оцеляват в природата поради липсата на зелено оцветяване, което служи за камуфлаж.

### Размножаване
Размножителният сезон при зелените анолиси продължава от април и завършва през август, възможно е да продължи и до септември. При ухажването мъжките придобиват ярък зелен цвят и поднасят уловено насекомо на женската. Ако женската е готова, тя приема насекомото. При чифтосването мъжкият захапва кожна гънка на шията, заема позиция и опложда женската. След около 2 до 4 седмици от чифтосването женската снася 1 – 2 яйца. Това продължава няколко дена, като обикновено снася до десетина. Заравя ги в почвата и дотук приключва грижата за новото потомство. След около 30 – 45 дни се излюпват малките. Малките трябва сами да търст храна и допълнително да се пазят от гущери от своя вид, които проявяват канибализъм.